# Pústaia Víxerka
Pústaia Víxerka (en rus: Пустая Вишерка) és un poble de l'óblast de Nóvgorod, a Rússia, segons el cens del 2010 tenia 17 habitants.